# Operacijski sustav
Operacijski sustav (OS) (još i radni sustav, operacijski sistem, operativni sustav) je skup osnovnih sustavnih programa koji upravljaju sklopovljem računala (eng. hardware) radi ostvarivanja osnovnih funkcija računala: ulaz, memoriranje, obrada i izlaz podataka.
Operacijski sustav omogućuje vezu između sklopovlja i korisničkih programa. Mnogi korisnički programi u svom izvođenju pozivaju funkcije koje su sadržane u operacijskom sustavu kroz tzv. API (eng. application program interface).

## Povijest razvitka
Na samom početku pojave prvih računala u kasnim 1930-im i tijekom Drugog svjetskog rata nisu postojali operacijski sustavi te su računala bila programirana na razini stroja. Kod nulte generacije računala bilo je moguće izvršavati samo jedan program koji je imao potpunu kontrolu nad računalom. Sve rutine za obavljanje nižih operacija (kao čitanje s papirne vrpce ili ispisivanje na pisaču) bile su sastavni dio svakog programa. Za programiranje nulte generacije računala programer je morao dobro poznavati sklopovlje računala, a vještina programiranja u sebi je sadržavala određenu količinu prepravki na sklopovlju: premještanje žica, dodavanje ili oduzimanje elektroničkih sklopova. Nulta generacija računala bili su eksperimentalni, novi uređaji, i kao takvi prepravke na sklopovlju bile su nužne jer nije postojala dovoljna količina znanja i iskustva kako graditi i programirati računala kao i o mogućim praktičnim primjenama računala i računarstva.

### Biblioteke programskih rutina
Već tijekom nulte generacije pojavile su se prve biblioteke programskih rutina. Svaka rutina izvršavala je određene funkcije na računalu kao npr. čitanje znakova s papirne vrpce, ispisivanje na pisaču ili na zaslonu, složenije matematičke operacije (npr. zbrajanje matrica, trigonometrijske operacije) i slično. Biblioteke rutina razvile su se kao nužni stupanj u razvitku računala jer je korištenje rutina iz biblioteke rasterećivalo programere od pisanja rutinskih programa kao i programa koji se bave operacijama na sklopovlju računala te im omogućilo da se usredotoče na razvijanje korisničikih aplikacija. Prve biblioteke rutina bile su objavljivane i dijeljene besplatno u krugu prvih korisnika, što je prvi primjer pojave slobodnog softvera.

### Početne generacije operacijskih sustava
Prvi operacijski sustavi razvijeni su tijekom razvoja prve generacije računala u pedesetim godinama 20. stoljeća, a ovaj razvoj bio je moguć zbog povećanih sposobnosti prve generacije te zbog sakupljenog iskustva u proizvodnji i programiranju računala tijekom izrade nulte generacije računala. 
U prvoj generaciji koju se vremenski smješta od 1945. do 1955., nije bilo operacijskih sustava. Sklopovski su ondašnja računala karakterizirale vakuumske cijevi.
U drugoj generaciji pojavili su se operacijski sustavi kad se izvodila batch obrada. Vremenski se tu generaciju smješta od 1956. do 1965. godine. Sklopovski je karakteriziraju tranzistori.
Treću generaciju se vremenski smješta od 1965. do 1980. godine. Sklopovski je karakteriziraju integrirani krugovi. Svojstveno joj je multiprogramiranje i ostalo. Iz tog vremena datiraju MULTICS, UNIX, Minix.
Četvrta generacija teče od 1980. do danas. Sklopovski ih karakteriziraju sve integriraniji čipovi. Od tada datiraju CP/M, MS-DOS i grafički sustavi Mac OS, Windows, Linux i Android.

## Vrste operacijskih sustava
U početku se ističu dvije vrste operacijskih sustava: (eng. batch operating systems) i stvarnom vremenu (eng. real time operating systems). 
Batch operacijski sustavi nastali su zbog potrebe automatizacije učitavanja programa u računalo (odnosno izvršenje niza programa, procesa a da se ne mora ručno intervenirati) kao i potrebe da se sklopovlje bolje iskoristi. Primjeri prvih batch operacijskih sustava su: FORTRAN Monitor System, Input Output System, General Motors Operating System. Prvi real time operating system, ili operacijski sustav u stvarnom vremenu, SAGE (Semi-automatic Ground Environment) bio je razvijen tijekom pojave prve generacije računala za potrebe upravljanja američkih vojnih sustava radarskog promatranja i ranog uzbunjivanja.
Operacijske sustave dijelimo još na sustave za središnja računala, poslužitelje, osobna računala, minijaturne uređaje, pametne kartice.

## Arhitektura

### Osnovne zadaće
- upravljanje memorijom (eng. memory management)
- izvršavanje zadaća (eng. task management)
- upravljanje diskom i pristup podatcima na njemu
- grafički prikaz na zaslonu
- čitanje ulaznih jedinica

### Funkcije
- alokacija memorijskog prostora (memory allocation)[3]
- raspoređivanje programa u memoriji (dispatching)[3]
- upravljanje prekidnim sustavom (interrupt handling)[3]
- upravljanje računalnim resursima (resource management)[3]
- upravljanje datotečnim sustavom (file management)[3]
- upravljanje procesima (job control)[3]
- zaštita i pouzdanost (system reliability)[3]

### Cjeline
- jezgra operacijskog sustava (eng. kernel)
- ljuska za izvođenje programa (eng. command shell)
- datotečni sustav (eng. file system)
- sustavni programi  (eng. system utilities)
- grafičko korisničko sučelje (eng. graphical user interface)
- komunikacija putem mrežnih protokola (eng. network stack)
- API (programabilni međusklop za aplikacije)  (eng. Application programming interface)

### Jezgre
- monolitne
- mikro jezgre
- egzo jezgre
- hibridne jezgre
- nano jezgre
- atipične jezgre

## Primjena operacijskih sustava
- stolna računala
- prijenosna računala
- poslužitelji
- PDA
- mobilni telefoni
- usmjerivači
- satelitski prijamnici
- automobili

## Operacijski sustavi zatvorenog koda
- Mac OS i OS X
- MS-DOS
- Microsoft Windows
- Solaris

## Operacijski sustavi otvorenog koda
- Android
- GNU/Linux (poznatije distribucije su: Debian, Ubuntu, Slackware, Red Hat, SuSE, Mandriva (Mandrake))
- BSD-sustavi: FreeBSD, NetBSD, OpenBSD, DesktopBSD,DragonFlyBSD
- Plan 9

## Pojmovi vezani uz operacijske sustave
- PnP - kratica za engleski izraz Plug And Play, doslovno umetni i radi, osobina operativnog sustava da automatski prepozna novi uređaj umetnut ili spojen na računalo

## Hobi operacijski sustavi
- LainOS
- Menuet
- ReactOS
- Panalix
- Syllable
- Trion Operating System
- Visopsys

## Pioniri i poznatije ličnosti
- Linus Torvalds (Linux)
- Richard Stallman (GNU i Free Software Foundation)
- Bill Gates (Microsoft Windows)
- Steve Jobs (Mac OS X)

## Vanjske poveznice
- "Operacijski sustavi", skripta, Rijeka 2008., Autor: Dr. sc. Božidar Kovačić  Arhivirana inačica izvorne stranice od 9. kolovoza 2014. (Wayback Machine)
- Kolegij Operacijski sustavi  Arhivirana inačica izvorne stranice od 9. siječnja 2013. (Wayback Machine) na FERu
- Sveobuhvatna knjiga koja pokriva ovo gradivo, na srpskom jeziku: "Operacijski sustavi: teorija, praksa i rešeni zadaci".
- Besplatna knjiga za Unix i Linux u elektronskom obliku, na srpskom jeziku: "Operacijski sustavi: Unix i Linux"  Arhivirana inačica izvorne stranice od 30. kolovoza 2016. (Wayback Machine)
- Besplatna knjiga o operativnim sustavima, računalina, računalnim mrežama i virtualizaciji: "Operativni sustavi i računalne mreže - Linux u primjeni"[4]